# 加藤進 (政治家)
加藤 進（かとう すすむ、1909年1月10日 - 1996年3月27日）は、日本の教育者、政治家。衆議院議員、参議院議員を各1期務めた（いずれも日本共産党公認）。日本共産党中央委員会顧問や同党愛知県委員会、日ソ協会愛知県連合会副会長などを歴任した。

## 来歴
愛知県名古屋市千種区出身。1945年、名古屋帝国大学理学部数学科を卒業後、第八高等学校哲学科講師や名古屋大学数学科教官に就任。この間初代愛知県教員組合副委員長を務めたほか、同県労働学校開設にも尽力した。
1963年の第30回衆議院議員総選挙で旧愛知1区から出馬し初当選。その後1971年の第9回参議院議員通常選挙で全国区から出馬し当選。1977年の第11回参議院議員通常選挙で落選した。
1996年3月27日、心不全のため愛知県名古屋市千種区の自宅で死去。87歳没。

## 人物
- 参議院議員在任中の1974年2月25日、同院決算委員会にて沖縄県那覇港の海底などから採取された泥から、放射性物質コバルト60が検出された件を当局に対し質したところ、当時の伊原義徳科学技術庁原子力局次長が「原子力潜水艦からのものと推定される」として、米軍による放射能汚染を認める答弁を引き出す。しかしその後、米大使館から圧力が掛かり、他議員からの同趣旨の質問に対し「まったく不明」との答弁に変更、物議を醸した[1]。
- 1975年、参議院予算委員会分科会において、岐阜県の中津川の地元住民の間で騒がれているUFOの正体について、当時防衛庁参事官だった菅沼照夫に答弁を求めたことがある。菅沼は東京発福岡行の全日空の定期便の航空機である、と答弁した[2]。